# Stazione di Campana (Argentina)
La stazione di Campana (Estación Campana in spagnolo) è una stazione ferroviaria della linea Mitre situata nell'omonima città della provincia di Buenos Aires. Dai suoi binari partono anche treni a lunga percorrenza per Rosario, Córdoba e Tucumán.

## Storia
Una prima stazione fu aperta il 13 gennaio 1876.
Il 12 agosto 1925 fu inaugurata la nuova stazione di Campana, più grande e situata in una posizione più prossima al centro della città.